# 亞三角海星介
亞三角海星介（学名：Pontocypris subtriangulata）为海星介科海星介屬下的一个种。